# Eggersriet
Eggersriet je obec ve švýcarském kantonu St. Gallen. Nachází se na severu kantonu, nedaleko kantonálního hlavního města St. Gallenu. Žije zde přibližně 2 300 obyvatel. 

## Geografie
Podlouhlá obec na jižním svahu masivu Rorschacherbergu leží mírně nad a východně od kantonálního hlavního města St. Gallenu na trase mezi St. Gallenem a Heidenem a skládá se z místních částí Eggersriet, Grub SG a vesnice Egg. Sousedními obcemi jsou na západě St. Gallen, na severu Untereggen a Rorschacherberg, na východě Lutzenberg a Heiden a na jihu Grub, Rehetobel a Speicher.

## Historie

Centrum obce (1949)

První zmínka o obci pochází z roku 1260 a jmenuje se Egglinsriet. V roce 1431 získalo zboží a práva v Eggersrietu od pánů z Rorschachu knížecí opatství v St. Gallenu a v roce 1474 také od kostnického biskupa. Až do roku 1798 tvořila obec hlavní panství knížecího opatského dvora Rorschach a v roce 1560 obdržela dvorské právo. V roce 1803 se Eggersriet spojil s Grubem a Untereggenem v politickou obec. Od oddělení od Untereggenu v roce 1827 tvoří Eggersriet a Grub politickou obec Eggersriet. V roce 1850 kantonální vláda St. Gallenu zamítla žádost o rozdělení na dvě politické obce.
Do roku 1663 patřil Eggersriet k farnosti Goldach, poté byla vytvořena samostatná farnost. V roce 1654 byla dosavadní kaple svaté Anny přestavěna na farní kostel, který byl v roce 1738 přestavěn a v roce 1812 rozšířen.
Obyvatelé se živili zemědělstvím a pískovcovými lomy v Underbilchenu, od 19. století pak stále více mlékařstvím a podomním obchodem. Hospodářské potíže a chudoba panovaly až do 20. století. V roce 1874 byl systém chudinské pomoci místních obcí Eggersriet a Grub převeden na politickou obec a v roce 1881 byl zřízen chudobinec a sirotčinec. V roce 1847 vyhořel Egg, v roce 1861 vesnice Dorf. V letech 1844/45 způsobila výstavba silnice St. Gallen – Martinstobel – Grub vysoké dluhy. V roce 1859 přešla silnice do vlastnictví kantonu. Dostavníková linka St. Gallen – Heiden, zřízená v roce 1871, byla v roce 1874 přerušena kvůli horské železnici Rorschach–Heiden. Po námitkách obcí Eggersriet a Grub byla v roce 1896 znovu otevřena a v roce 1920 nahrazena poštovní autobusovou linkou. V roce 1912 byla zprovozněna elektrárenská společnost a v letech 1950/51 vodovod. Vzhledem k topografii a struktuře osídlení musela obec nést vysoké náklady na infrastrukturu. Po roce 1960 nastal hospodářský vzestup. V 70. letech 20. století se Eggersriet rychle proměnil v rezidenční obec: v roce 2000 více než dvě třetiny pracujících obyvatel Eggersrietu dojížděly za prací, především do St. Gallenu.

## Obyvatelstvo

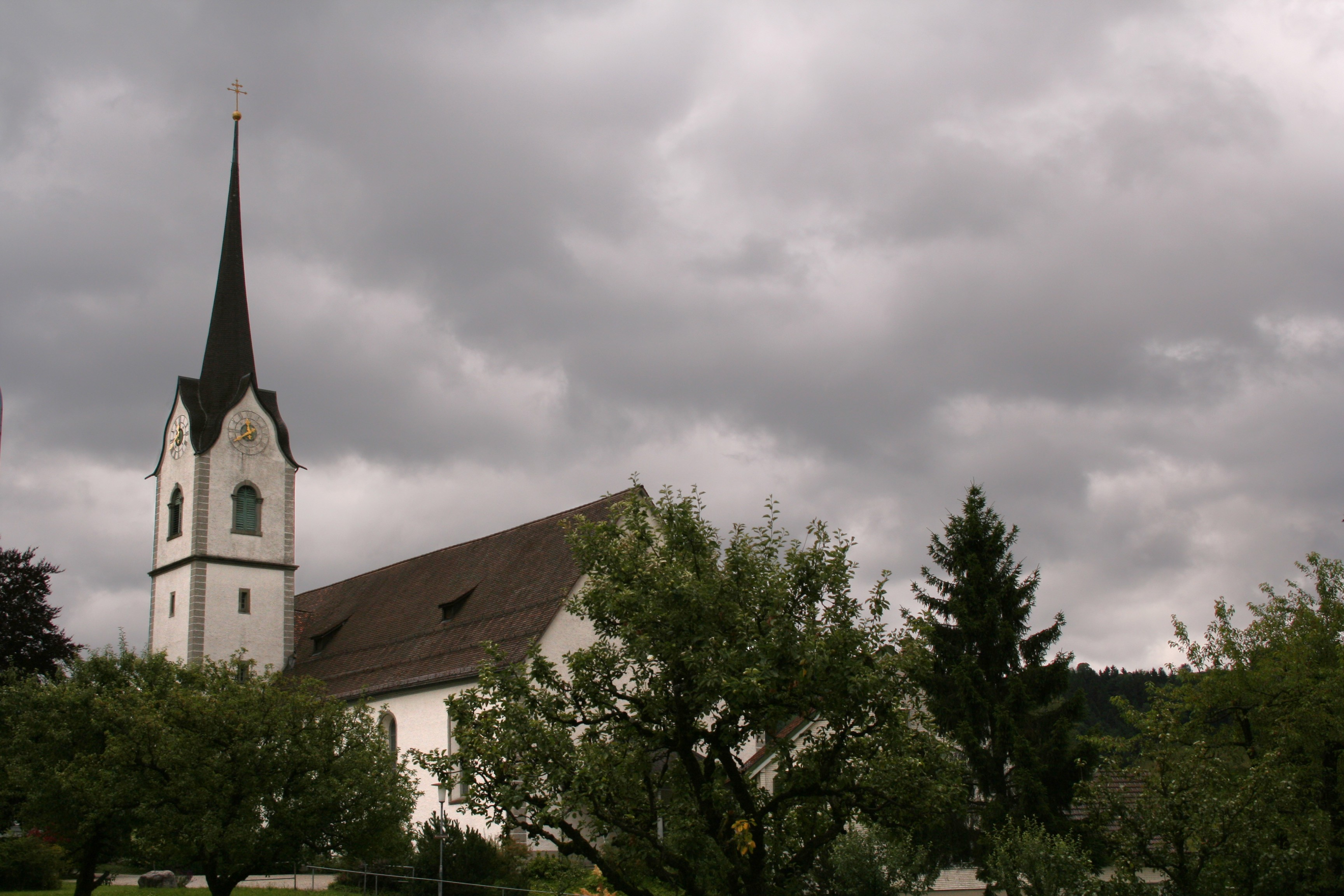
Katolický kostel

| Rok            | 1850 | 1900 | 1950 | 1970 | 1980 | 2000 | 2010 | 2019 |
| Počet obyvatel | 1635 | 1465 | 1165 | 929  | 1741 | 2079 | 2160 | 2301 |

## Doprava
Eggersriet je spojen se St. Gallenem hlavní silnicí přes Martinstobel. Ta vede přes Grub AR dále do Heidenu. Díky tomuto dopravnímu spojení s hlavním městem kantonu, které bylo mezitím rozšířeno, se Eggersriet vyvinul v rezidenční obec s četným dojížděním, kterou obsluhuje poštovní autobusová linka Heiden – St. Gallen – Engelburg.